# Simon Webster
Pas d'image ? Cliquez ici

a Compétitions nationales et continentales officielles uniquement.

b Matchs officiels uniquement.
Dernière mise à jour le 27/01/2017.
Simon Webster, né le 8 mars 1981 à Hartlepool (Angleterre) est un joueur de rugby à XV qui a joué avec l'équipe d'Écosse entre 2003 et 2009, évoluant au poste de trois-quarts centre ou d'ailier (1,85 m et 86 kg). Il a joué avec les clubs de Northampton (2000-2001) et d'Édimbourg (2002-2012).

## Biographie
Il a eu sa première cape internationale le 6 septembre 2003 contre l'équipe d'Irlande et sa dernière cape le 8 février 2009 contre l'équipe du Pays de Galles.
Il a participé à la Coupe du monde 2007 où il est le seul joueur écossais à débuter les 5 matchs.
Il est victime de nombreuses blessures de 2009 à 2011, notamment au tendon d'Achille.
En mars 2012, il annonce son départ du club d’Édimbourg, à la suite d'une rupture de contrat par consentement mutuel. Il portait les couleurs d’Édimbourg depuis 2002 et compte 37 sélections avec l'Écosse entre 2003 et 2009.

## Palmarès
- 37 sélections entre 2003 et 2009, dont 17 lors des Six Nations et 5 en Coupe du Monde.
- 40 points (8 essais) avec l'équipe d'Ecosse entre 2003 et 2009.